# 贾秀琰
贾秀琰（1983年10月11日—），出生于河北邢台，祖籍河南浚县，中国大陆女作家、电影翻译、编剧。

## 生平
毕业于解放军艺术学院文学系，自2009年起从事电影译制工作。曾翻译多部外国电影。因有媒体及网友宣称其“错误校多，语不达意”、“发挥过度”引发争议。

## 译制作品列表（部分）
- 《黑衣人3》
- 《环太平洋》
- 《颠倒世界》
- 《异形前传：普罗米修斯》
- 《环形使者》
- 《小鸟孩》
- 《巴黎淘气帮》
- 《谁主名花》
- 《罗宾汉》
- 《星际宝贝》
- 《孟汉娜》
- 《逃亡鳄鱼岛》
- 《终极速递》
- 《贝儿的友情敌事》
- 《花豹少女队》
- 《末路雷霆》
- 《劳拉的星星在中国》
- 《銀河守護隊》
- 《比利·林恩的中场战事》
- 《敦克爾克大行動》
- 《1917》
- 《为家而战》
- 《小妇人》

## 人物争议

### 反对
网友及其部分媒体认为其“是一个经典笑话”、“高调”、“傲娇”、“一般情况下，电影是提供给观众一个梦的世界，任何多余的干扰都是错误的。好的字幕，应该帮助观众投入到电影创造的那个世界中去，而不是让观众突然从故事中跳出来，意识到这里是字幕翻译的「高明」发挥…即使观众在那当口因为非常错愕笑了两下，也不能证明这种翻译是「有效的」。”、“…观众发现如今进影院看电影居然要担心电影的翻译问题，影院官方字幕不再是可信的象征。”评价急转直下，屡现“捉虫帖”，来自上海译制厂的顾奇勇便用名为“瓦利安特七剑”的微博号公开反对这种“接地气”的翻译方法，并赢得一众人支持。

### 支持
其上司及其本人认为其翻译不错，在《黑衣人3》放映初期，少半数人认为其翻译“接地气”。但随后的捉虫和质疑就没有停歇，在一次有争议的访谈后更加加剧。仍然有人支持其翻译但减少了，而《环太平洋》上映后，有网友在新浪微博组织了一次关于其翻译质量的投票，其中超过大半数人认为其翻译质量不佳（共900人参加，其中超过800人选择“贾老师，求您别秀了”）及其许多贴吧、微博、媒体均有对其的批评部分证实了这一点。